# Escut del Camerun
L'escut del Camerun actualment en vigor data del 1986, si bé el seu disseny bàsic és del 1960. Es tracta d'un escut tercejat en pila transposada, amb els esmalts corresponents als colors de la bandera estatal: sinople, gules i or, amb l'estrella de cinc puntes d'or de la bandera posada al cap. La partició central, de gules, està carregada d'un mapa del Camerun d'atzur, sobre el qual destaquen una espasa de sable posada en pal i unes balances d'argent, símbols de justícia.
Acoblats darrere l'escut, dos feixos romans d'or passats en sautor, que recorden l'escut de França, antiga potència colonial, i representen l'autoritat republicana. A la base, una cinta d'or on hi ha inscrit el nom oficial de l'estat, «República del Camerun», en versió bilingüe francès-anglès: RÉPUBLIQUE DU CAMEROUN – REPUBLIC OF CAMEROON. Al capdamunt, el lema nacional, «Pau – Treball – Pàtria», també en francès i anglès: PAIX – TRAVAIL – PATRIE / PEACE – WORK – FATHERLAND. Cal destacar que els textos en francès tenen un tractament gràfic més destacat en relació amb els corresponents en anglès.

## Història
Després de la independència, l'1 de gener de 1960, el nou estat va adoptar un segell on figurava un cap de dona. Aquest emblema va tenir amb prou feines un any de vigència, ja que el 31 de desembre d'aquell mateix any es va adoptar un escut molt semblant a l'actual, amb els mateixos colors de la bandera i el mapa del Camerun, l'espasa i les balances a la part central, disseny que bàsicament ha arribat fins als nostres dies.
El disseny originari presentava una cinta al capdamunt de l'escut amb el nom oficial de l'estat i la data de la independència, en francès: RÉPUBLIQUE DU CAMEROUN – 01 JANVIER 1960; i a la part de sota una altra amb el lema nacional, també en francès. A més a més, duia dues estrelles de cinc puntes d'atzur al cap, una damunt la partició de sinople i una altra damunt la d'or.
Quan l'1 d'octubre de 1961 l'antic protectorat britànic del Camerun es va unir al nou estat, el text de la inscripció es va canviar pel de RÉPUBLIQUE FÉDÉRALE DU CAMEROUN i es va retirar la data de la independència. El 1972 la república federal va esdevenir una república unitària, canvi que es veié reflectit en la inscripció del capdamunt, que passava a ser RÉPUBLIQUE UNIE DU CAMEROUN. El 1975 el nom oficial va tornar a ser l'originari, RÉPUBLIQUE DU CAMEROUN, i es va suprimir una de les dues estrelles d'atzur i només se'n va conservar la de la sinistra.
El 1984 es va substituir l'estrella d'atzur de la sinistra per una d'or situada a la part central, mentre que la darrera modificació és del 1986: els platets de les balances van passar a ser d'argent (abans de sable) i les inscripcions es van canviar de lloc (el lema nacional a dalt, el nom de l'estat a baix) i es van fer bilingües, incorporant els textos en anglès.